# Kington (Herefordshire)
Kington è un paese di 2 597 abitanti della contea dell'Herefordshire, in Inghilterra.